# Matti Väisänen (biskup)
Matti Väisänen (* 24. února 1934 v Juvě) je finský luterský duchovní.
Ordinaci pro úřad duchovního přijal v roce 1964. Roku 2010 byl zvolen biskupem konzervativní Misijní provincie v rámci Finské evangelicko-luterské církve, jejíž liberální vedení ho však neuznává. Ve své teologické činnosti se věnuje zejména problematice křtu.